# Oskar Nilender
Oskar Gustawowicz Nilender, ros. Оскар Густавович Нилендер (ur. 6 listopada 1889 roku, zm. ?) – rosyjski emigracyjny dziennikarz, działacz społeczny
Ukończył szkołę miejską w Narwie, a następnie gimnazjum w Petersburgu. W latach 1910–1914 pracował jako kancelista w Petersburgu. Na początku lat 20. powrócił do Narwy, która znajdowała się na terytorium Estonii. Otworzył własne wydawnictwo. Był członkiem Rosyjskiego Zebrania Społecznego. Od 1925 roku współwydawał pismo „Staryj narwskij listok”. W 1928 roku stanął na czele redakcji pisma. W 1933 roku współtworzył firmę Wydawnictwo „Staryj narwskij listok” (Kirjastus „Starõi Narvski Listok”). W okresie okupacji niemieckiej od jesieni 1942 roku pełnił funkcję redaktora naczelnego kolaboracyjnego pisma „Nowoje wriemia”, wydawanego w Tartu. Dalsze jego losy są nieznane.